# 大山澄太
大山 澄太（おおやま すみた、1899年（明治32年）10月21日 - 1994年（平成6年）9月26日）は、日本の宗教家、俳人。
岡山県井原市出身。大阪貿易語学校（現・開明中学校・高等学校）卒業後、逓信省に入省し、逓信講習所教官、逓信事務官、内閣情報局嘱託、満州国郵政局講師などを務める。戦後愛媛県で著述、社会教育をおこなう。「大耕」主宰。1963年、愛媛県教育文化賞を受賞。種田山頭火の顕彰にも努めた。

## 著書
- 『地下の水 随筆』広島逓信局広島逓友会、1936
- 『杉本五郎中佐の尊皇と禅』春陽堂書店、1940
- 『杉本中佐・寺原少佐 尊皇と禅』春陽堂書店、1940
- 『日本の味』子文書房 文芸文化叢書、1940
- 『土のこころ』春陽堂、1941
- 『錬成百話』春陽堂書店、1942
- 『禅のすがた』出来島書店、1943
- 『日の出前』文松堂書店、1943
- 『禪と詩の在る人生』通信教育振興會 教養の書、1948
- 『忘れ得ぬ人々』大耕舎、1954
- 『人生の美』大耕舎、1955
- 『大原幽学物語』米本図書館、1956
- 『ねころび草』大耕舎、1957
- 『俳人山頭火の生涯』アポロン社、1957 のち弥生書房
- 『青天の笛』アポロン社、1958
- 『大調和 人生読本』アポロン社、1960
- 『日本の旅』アポロン社、1960
- 『観音経の話』百華苑、1962、のち潮文社
- 『枸杞(クコ)と健康長寿 いつまでも若く』アポロン社、1962
- 『枸杞を愛して十年』主婦の友新書、1964
- 『緑蔭に語る禅 良寛・藤村・山頭火』古川叢書、1972
- 『人間愛慕』弥生選書、1973
- 『この道 随筆随話集』古川書房、1975
- 『山頭火の宿 そして酒と水と』弥生書房 1976
- 『坐禅五十年』弥生書房、1977
- 『小説良寛物語』大法輪閣、1978
- 『山頭火の道』弥生選書、1980
- 『生誕百年山頭火』春陽堂書店、1981
- 『掘下げる人生 坐禅和讃と菜根譚』古川書房、1982
- 『其中庵の山頭火』春陽堂書店、1984
- 『詩心と無我の愛』大蔵出版、1984
- 『仏につながる人間像』大法輪閣、1984
- 『芭蕉・藤村・山頭火』春陽堂書店、1985
- 『生死の中の山頭火』春陽堂書店、1988
- 『俳禅一味の山頭火』春陽堂書店、1991
- 『般若心経の話 真の生甲斐とは何か』潮文社、1993

### 共著
- 『山頭火句と言葉』高藤武馬共著 春陽堂書店、1974
- 『山頭火 研究と資料』高藤武馬共編集 春陽堂書店、1980

### 編纂
- 『愚を守る 種田山頭火遺稿』編 春陽堂、1941
- 種田正一『あの山越えて』編 和田書店、1952 あの山越えて 山頭火行乞記』編 潮文社新書、1969
- 種田山頭火『其中日記』全3巻 編 アポロン社、1958-1960
- 『漂泊の俳人山頭火の手記』編 潮文社新書、1968
- 『定本種田山頭火句集』編 弥生書房、1971
- 『山頭火著作集』全3巻 編 潮文社、1972
- 山崎益洲『一大事』編著 春陽堂書店、1976
- 『三八九集 山頭火遺稿』編 古川書房、1977
- 『東山だより 内島北朗随筆集』編 古川書房、1986

## 参考
- 『仏につながる人間像』著者紹介
- 『人物物故大年表』日外アソシエーツ